# Capirote

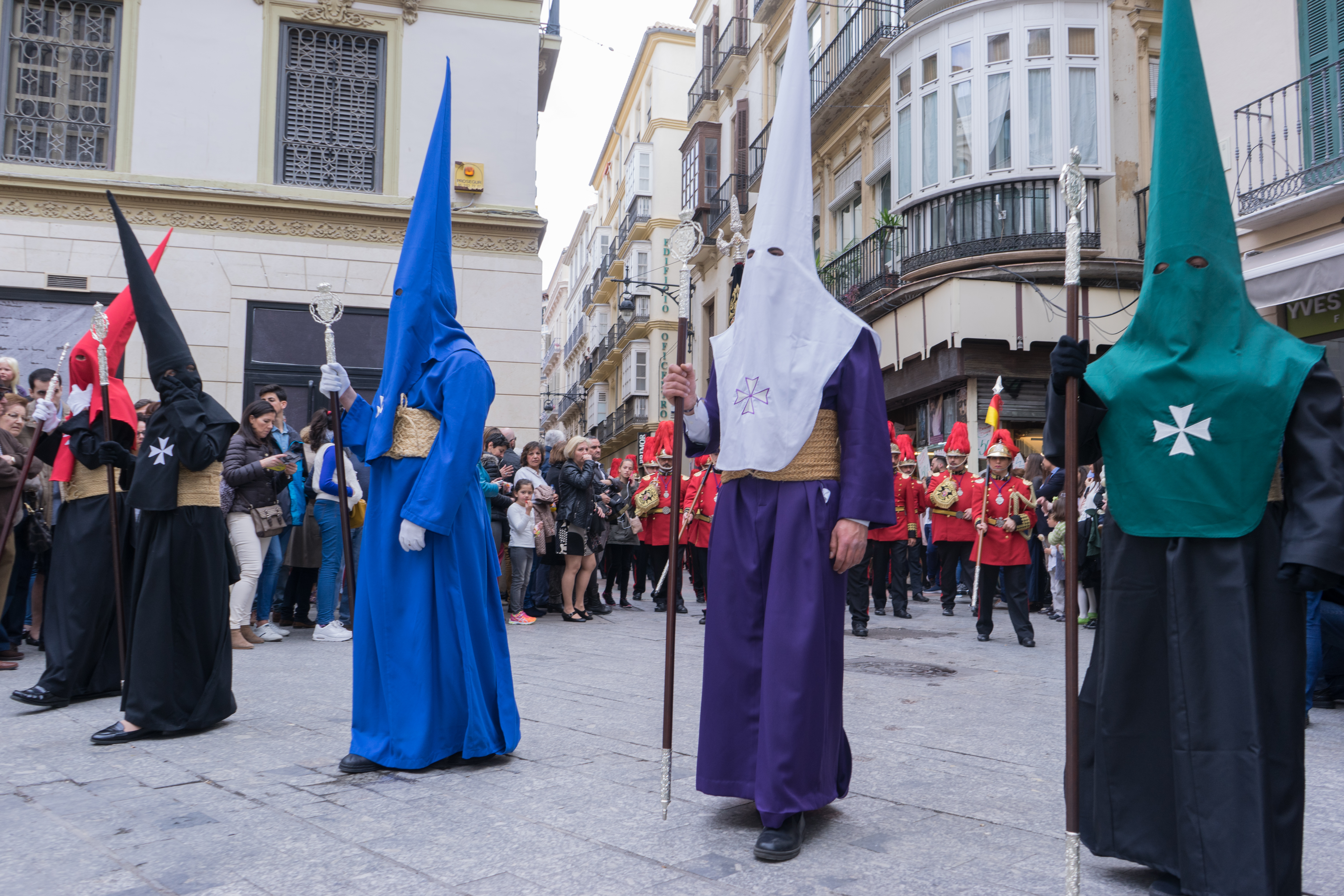
Procissão dos Reales Cofradías Fusionadas em Málaga, com mais de 900 nazarenos

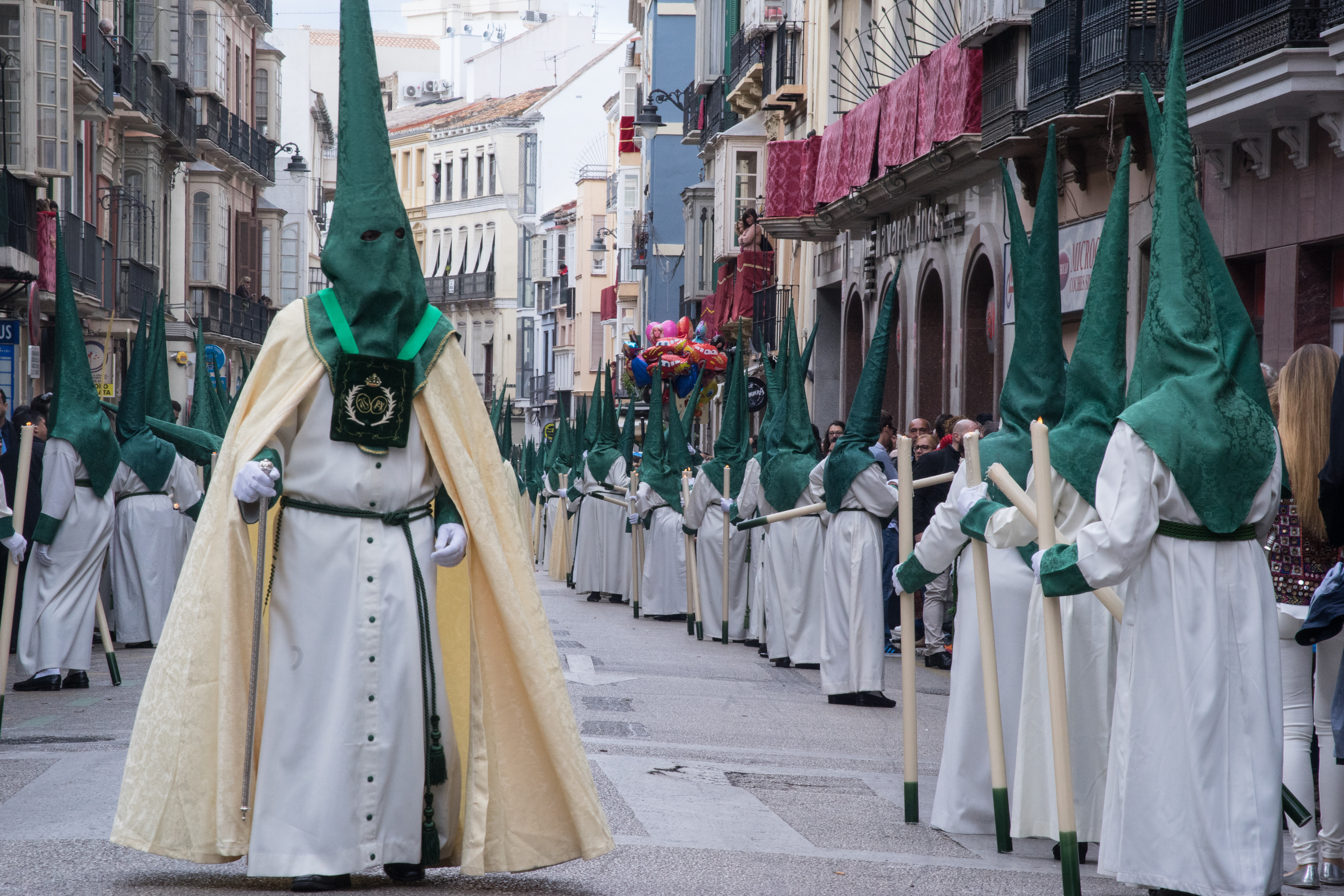
Fraternidade com capirotes verdes em Málaga

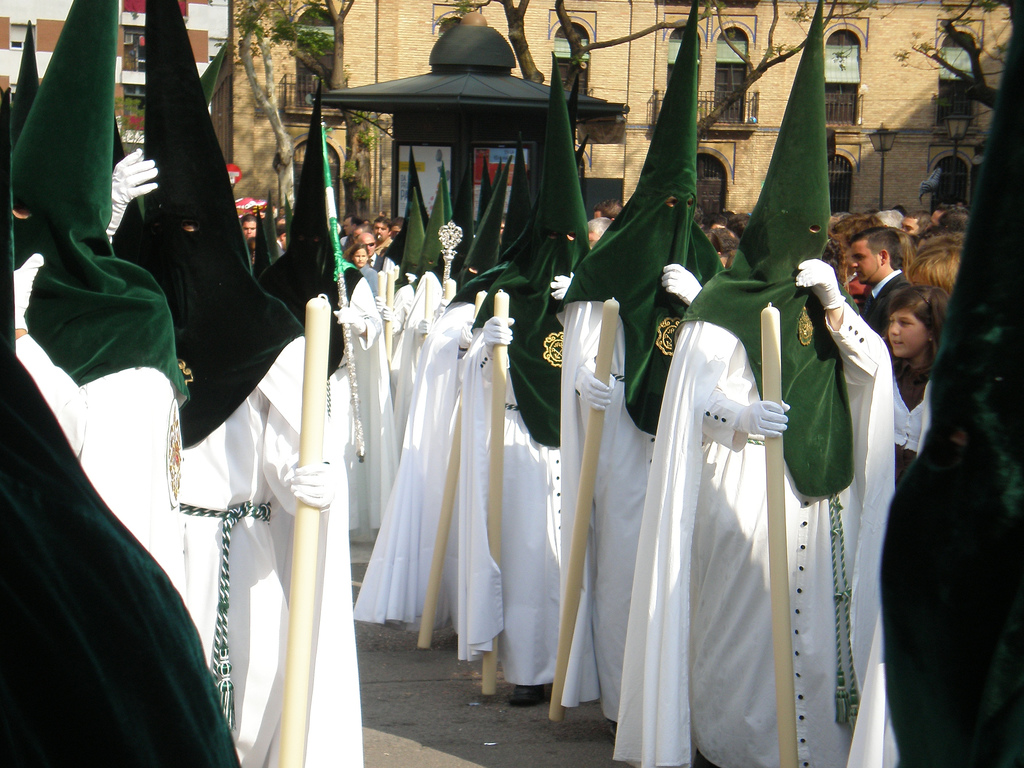
Irmandade de São Roque com capirotes de veludo

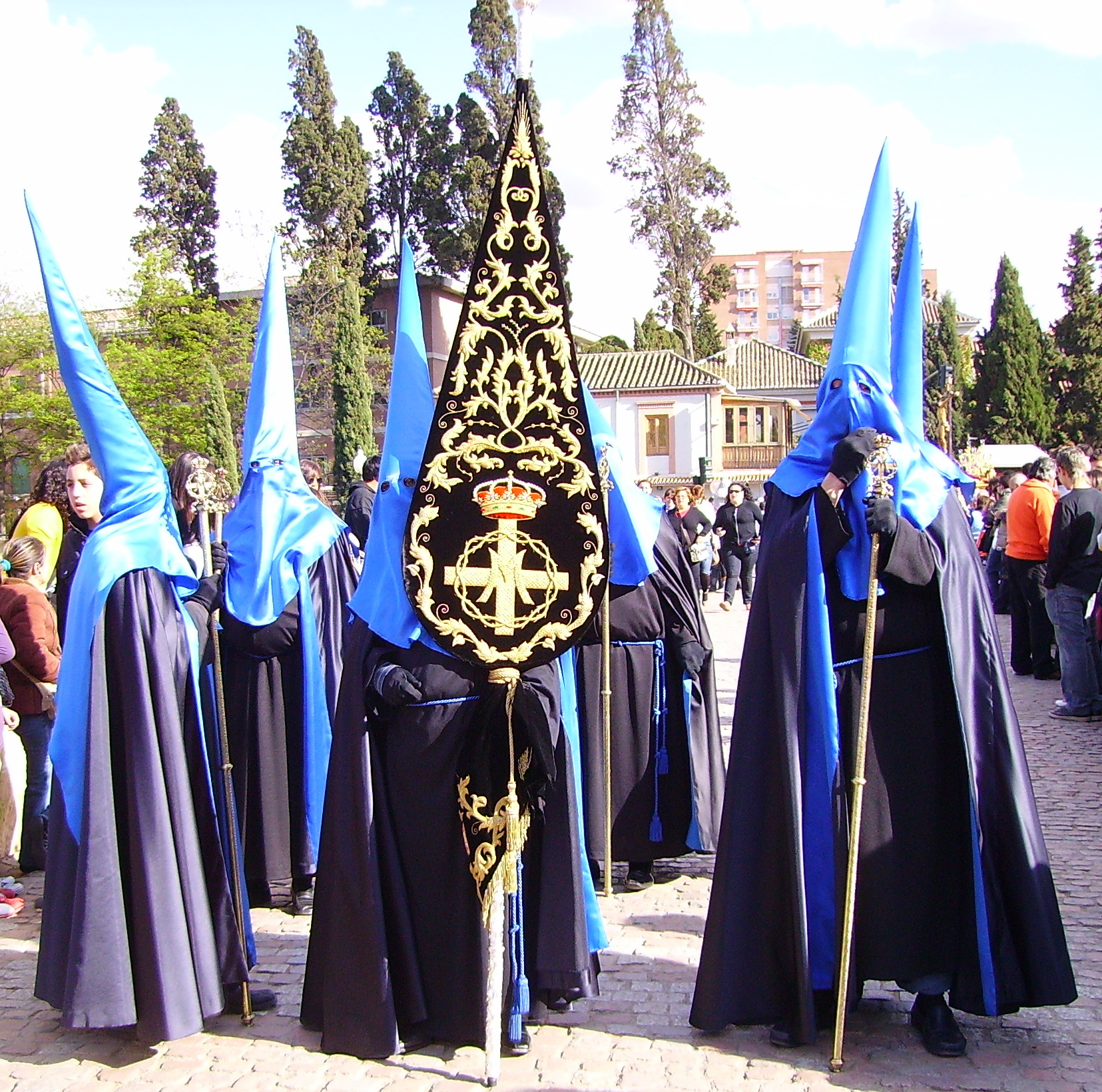
Irmandade com capirotes de seda

Um capirote é um chapéu pontudo de forma cônica que se usa na Espanha. Faz parte do uniforme de algumas irmandades, incluindo os Nazarenos e Fariseos durante as observâncias da Páscoa e reconstituições em algumas áreas durante a Semana Santa na Espanha e suas ex-colônias.
O capirote pode ter sido intencionalmente cooptado pela Ku Klux Klan americana do início do século XX, um violento grupo de supremacia branca, e como tal é amplamente interpretado como um símbolo de ódio racial nos Estados Unidos.

## História
Historicamente, os flagelantes estão na origem das tradições atuais, pois se flagelavam para fazer penitência. O Papa Clemente VI ordenou que os flagelantes só pudessem realizar penitência sob o controle da igreja; ele decretou Inter sollicitudines ("preocupações internas" para supressão). Esta é considerada uma das razões pelas quais os flagelantes costumam esconder seus rostos.
O uso do capirote ou coroza foi prescrito na Espanha pelo santo ofício da Inquisição. Homens e mulheres presos tinham que usar um capirote de papel em público como sinal de humilhação pública. O capirote foi usado durante a sessão de um Auto de fé. A cor era diferente, de acordo com o julgamento do escritório. As pessoas condenadas à execução usavam uma coroza vermelha. Outras punições usaram cores diferentes.
Quando a Inquisição foi abolida, o símbolo do castigo e penitência foi mantido na irmandade católica, porém, os capirotes usados hoje são diferentes; são revestidos de tecido fino, conforme prescrito pela irmandade. Ainda hoje são usados durante a celebração da Semana Santa/Páscoa, principalmente na Andaluzia, por penitentes (que fazem penitência pública pelos seus pecados) que caminham pelas ruas com o capirote.
O uso do capirote durante a Semana Santa já foi comum em todas as colônias da Espanha, mas esse costume já se extinguiu na maioria delas no final do século XIX. Exceções notáveis a isso são algumas partes do México e da Guatemala.
O capirote é hoje o símbolo do penitente católico: só os membros de uma confraria de penitência podem usá-lo nas procissões solenes. As crianças podem receber o capirote após a primeira comunhão sagrada, quando ingressam na irmandade.

## Tecido
Historicamente, o desenho é chamado de capirote, mas as irmandades o cobrem com tecido junto com seu rosto, e a medalha da irmandade que é usada por baixo. O pano tem dois orifícios para o penitente ver. A insígnia ou brasão da irmandade é geralmente bordado no capirote em ouro fino.
O capirote é usado durante toda a penitência.

## Galeria

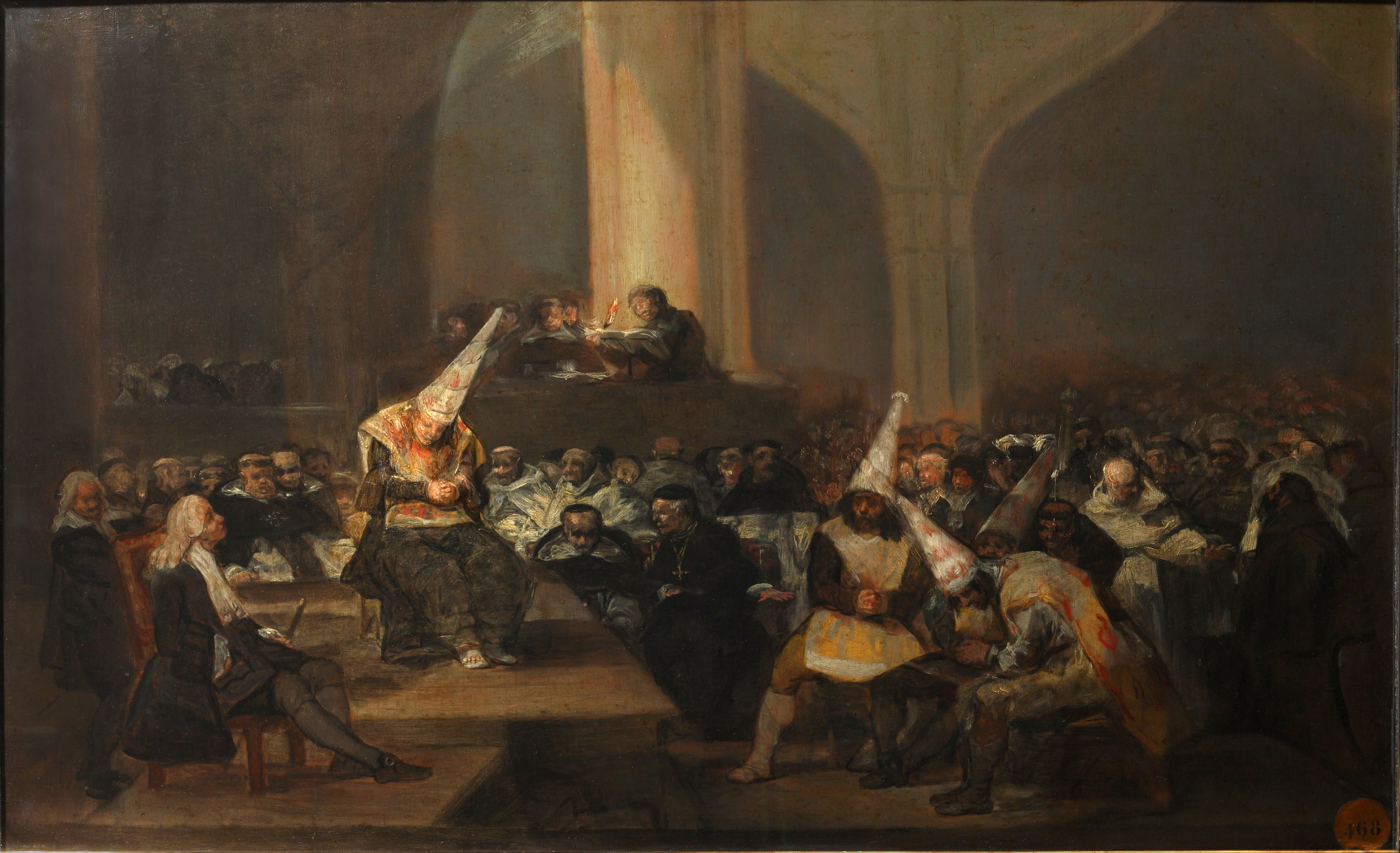
O Tribunal da Inquisição
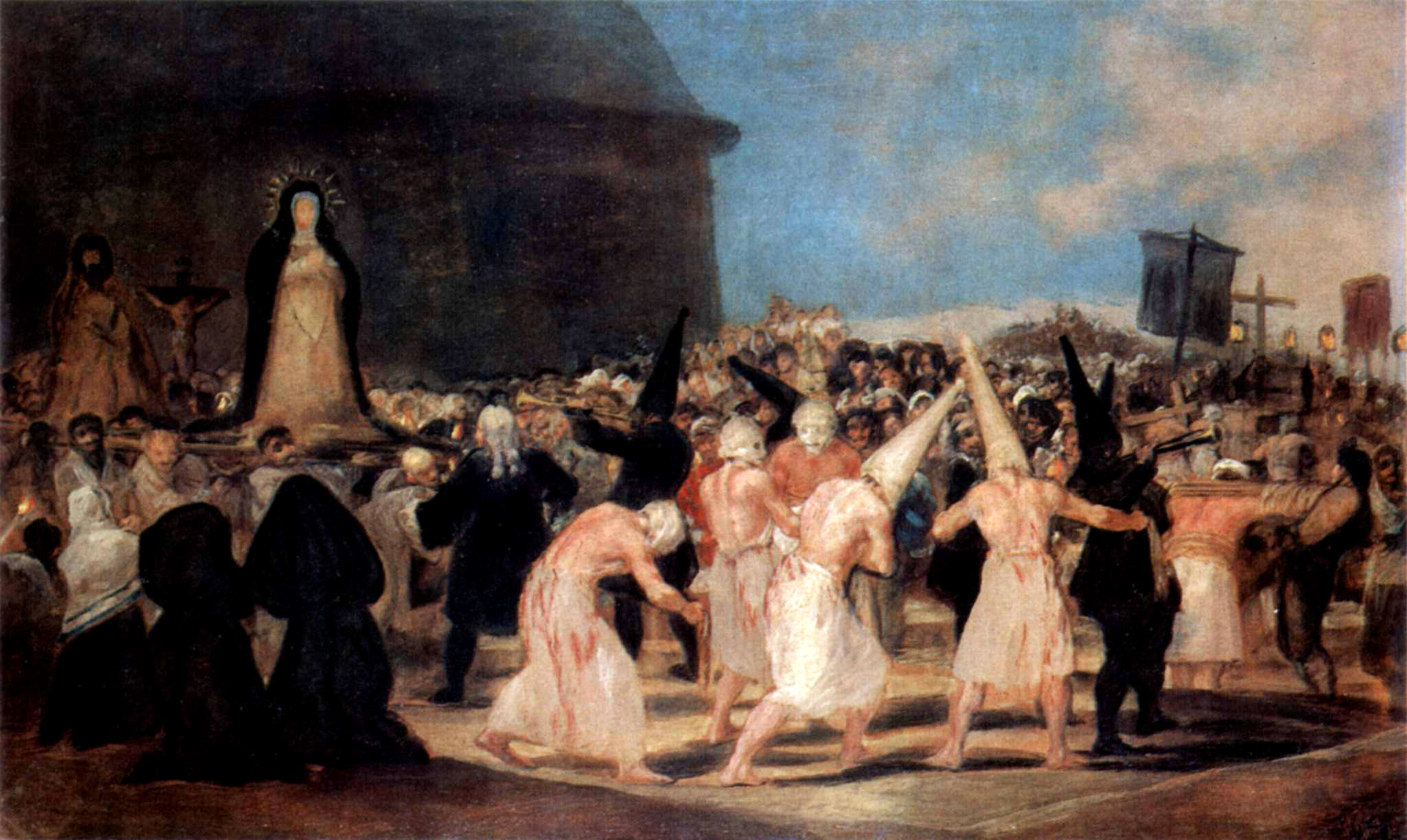
Uma Procissão de Flagelantes, Goya, 1812-1819
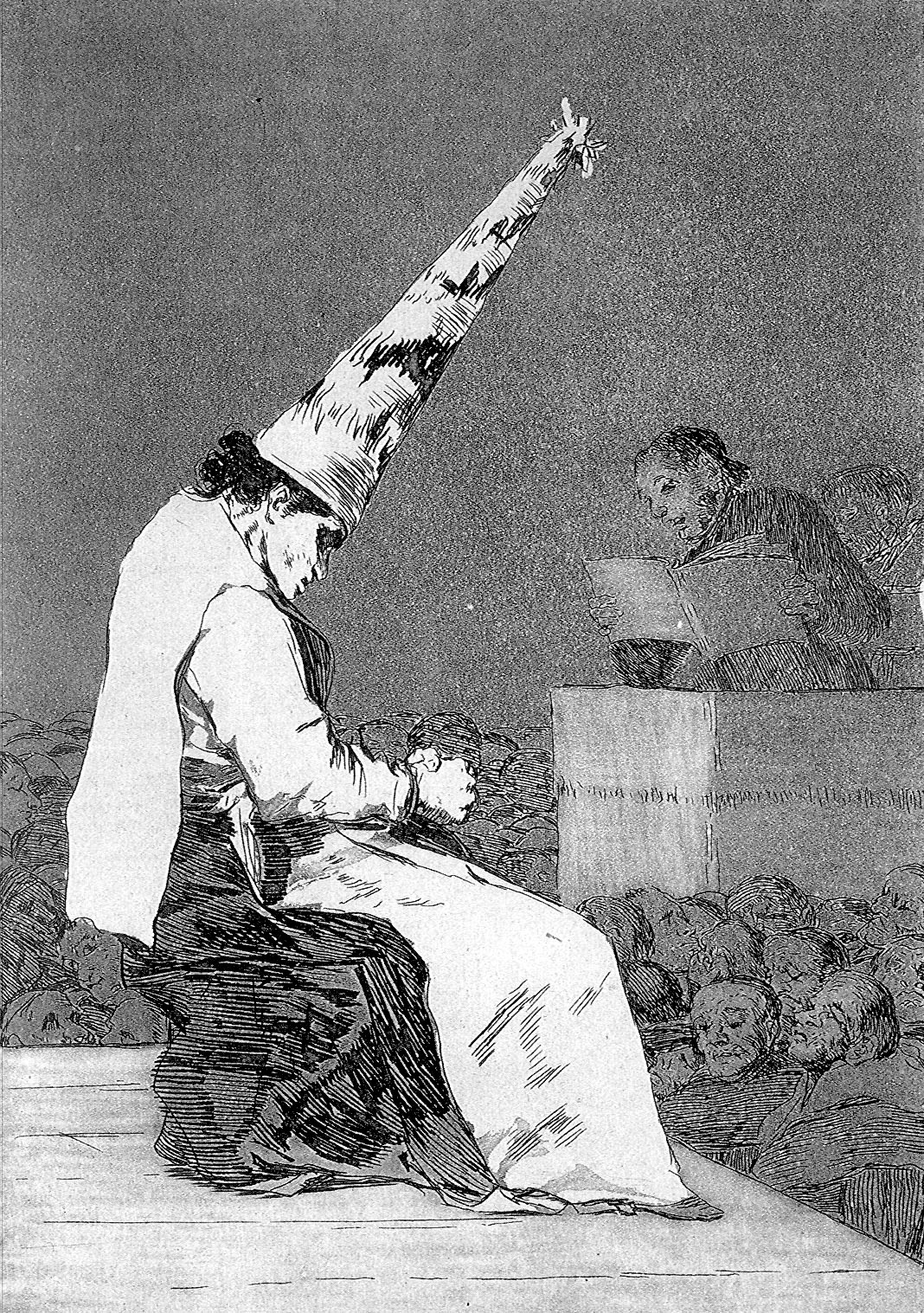
Prisioneiro usando capirote e sambenito, Goya
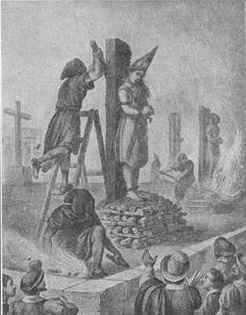
Execução de Francisca Nuñez de Carabajal, Cidade do México, 1601